# Jason Canovas
Jason Canovas (Inglaterra, 21 de novembro de 1969) é um sonoplasta britânico. Como reconhecimento, foi nomeado ao Oscar 2015 na categoria de Melhor Edição de Som por The Hobbit: The Battle of the Five Armies.